# 1961 Dufour
1961 Dufour (1973 WA) là một tiểu hành tinh vành đai chính được phát hiện ngày 19 tháng 11 năm 1973 bởi Wild, P. ở Zimmerwald.